# Hickmanapis
Hickmanapis es un género de arañas araneomorfas de la familia Anapidae. Se encuentra en Tasmania.

## Especies
Según The World Spider Catalog 12.0:
- Hickmanapis minuta (Hickman, 1943)
- Hickmanapis renison Platnick & Forster, 1989